# Zajączek błotny
Zajączek błotny (Nesolagus netscheri) – gatunek ssaka z rodziny zającowatych (Leporidae). 

## Zasięg występowania
Zajączek błotny występuje endemicznie w górach Barisan w zachodniej Sumatrze.

## Taksonomia
Gatunek po raz pierwszy naukowo opisał w 1880 roku niemiecki zoolog Hermann Schlegel nadając mu nazwę Lepus netscheri. Holotyp pochodził z Padang-Padjang, na wysokości około 2000 stóp (610 m) n.p.m., na Sumatrze.
Jest wyraźnie odmienny od innych zającowatych i uważany jest za formę prymitywną. Analiza trzydziestu cech morfologicznych wykazała, że N. netscheri i N. timminsi są morfologicznie podobne, ale istnieją znaczne różnice w morfometrii czaszki. Analiza mtDNA wskazuje, że istnieje znaczny dystans genetyczny między tymi dwoma gatunkami, zgodny z dystansem między rodzajami zającowatych. Co więcej, wyniki sugerują, że N. netscheri i N. timminsi były izolowane przez około 8 milionów lat w pliocenie. W tym czasie poziom morza był o około 150 m niższy niż obecnie, łącząc Sumatrę, Jawę i Borneo z kontynentem azjatyckim, a przodek Nesoiagus mógł być rozprzestrzeniony w tym regionie.
Autorzy Illustrated Checklist of the Mammals of the World uznają ten takson za gatunek monotypowy.

### Etymologia
- Nesolagus: gr. νησος nēsos „wyspa” (tj. Sumatra); λαγός lagós „zając”[9].
- netscheri: Eliza Netscher (1825–1880), holenderski urzędnik państwowy, sekretarz generalny w Batawii (obecnie Dżakarta) i członek rady Holenderskich Indii Wschodnich, a także amator-przyrodnik[10].

## Morfologia
Długość ciała (bez ogona) 370–420 mm, długość ogona 17 mm, długość ucha 30–50 mm, długość tylnej stopy 67–87 mm; brak szczegółowych danych dotyczących masy ciała, ale prawdopodobnie osiąga ciężar około 1,5 kg. Sierść koloru szarego z brązowymi pasami. Zad i ogon czerwone, podbrzusze białe. 

## Ekologia
Żywi się łodygami i liśćmi roślin, jednak ujęte zajączki jadły również ryż, kukurydzę, chleb, banany i ananasy.

## Status zagrożenia i ochrona
Jest to gatunek krytycznie zagrożony, głównie z powodu wycinki lasów i utraty miejsc siedliskowych. 
Od 1972 roku widziany jedynie trzy razy, ostatnio w styczniu 2007 roku - przy pomocy ukrytej kamery-pułapki po raz pierwszy od 2000 roku udało się go sfotografować.